# Interdiction du chewing-gum à Singapour
L’interdiction du chewing-gum à Singapour a été établie en 1992 et révisée en 2004. L'importation comme la vente de gomme à mâcher sont interdites. Depuis 2004, les gommes à mâcher présentant des effets thérapeutiques ont été autorisées à la suite de l'accord de libre-échange entre les États-Unis et Singapour.

## Législation
La gomme à mâcher est bannie à Singapour selon les textes réglementant les importations et exportations. À l'exception de la gomme à mâcher thérapeutique, toute importation est interdite.
Une erreur fréquente est de penser que des quantités raisonnables sont autorisées. Cependant, selon les textes, « importer » signifie « apporter ou faire apporter à Singapour, par la terre, l'eau ou par les airs, depuis tout lieu hors du territoire singapourien […] » des biens, même non destinés au commerce. Les règles ne prévoient aucune provision quant à des quantités pour usage personnel. Il s'ensuit qu'apporter de la gomme à mâcher à Singapour, même en petites quantités, est prohibé.

## Histoire
Dans sa biographie, Lee Kuan Yew raconte qu'en 1983, alors qu'il était encore premier ministre, une proposition d'interdiction lui a été faite par le ministre chargé du développement national. La gomme à mâcher causait alors de sérieux problèmes dans les appartements du Housing and Development Board (HDB) : des vandales déposaient alors de la gomme à mâcher dans les boîtes à lettres, serrures et même les boutons d'ascenseurs. Les gommes laissées par terre, dans les escaliers et sur la chaussée augmentaient les coûts de nettoyage et endommageaient le matériel d'entretien. Les gommes collées aux sièges dans les autobus étaient un motif fréquent de protestation des passagers. Toutefois, Lee pensa qu'une interdiction serait « trop draconienne » et ne prit pas de mesures.
En 1987, le Métro de Singapour (MRT) fut mis en service. Ong Teng Cheong, qui devint par la suite le premier président de Singapour démocratiquement élu, déclara « Le MRT marque une nouvelle phase du développement de Singapour et devrait améliorer la vie de tous. » Il fut rapporté que des vandales avaient commencé à coller de la gomme à mâcher sur les capteurs des portes de trains, empêchant ainsi les portes de fonctionner correctement et perturbant le service du réseau. De tels incidents étaient rares mais coûteux, et les coupables difficiles à trouver. En janvier 1992, Goh Chok Tong, qui venait de devenir premier ministre, décida de bannir la gomme à mâcher. Les restrictions sur la distribution de gomme à mâcher furent inscrites dans la loi sur le contrôle des biens manufacturés au chapitre 57, qui concerne également les restrictions sur l'alcool et le tabac.

### Conséquences immédiates
Dès que l'interdiction fut annoncée, les importations cessèrent sans délai. Toutefois, une période de transition fut donnée aux détaillants pour qu'ils puissent écouler leurs stocks, après quoi, la vente de gomme à mâcher cessa complètement.
Lorsqu'il fut décrété, le bannissement fut l'objet de bien des controverses et protestations ouvertes. Quelques personnes prirent le risque de se rendre à la ville voisine de Johor Bahru en Malaisie pour acheter de la gomme à mâcher. Certaines essayèrent d'en ramener plus que ce que la loi autorisait. Ces contrevenants virent leurs noms publiés et se virent montrés du doigt par le gouvernement pour l'exemple, de manière à décourager d'autres passages en fraude. Avec le temps, cependant, les Singapouriens s'habituèrent à l'absence de gomme à mâcher. De manière surprenante, aucun marché noir n'a jamais été démantelé, même si quelques Singapouriens ont, de temps en temps, réussi à faire passer de la gomme à mâcher depuis Johor Bahru pour leur consommation personnelle.

### Réactions internationales
Dans le milieu des années 1990, les lois singapouriennes commencèrent à être l'objet de grande attention de la part des militants pour les droits civils. Les médias des États-Unis firent leurs choux gras du cas de Michael Fay, un adolescent américain qui fut condamné à la bastonnade pour vandalisme (avec une bombe de peinture). Ils se sont également focalisés sur d'autres lois de Singapour, comme l'obligation de tirer la chasse dans les toilettes publiques sous peine d'amende. C'est à ce moment que l'image de Singapour devint celle d'un État hyper-réglementé, où les mouvements de chaque personne sont observés et dictés par le gouvernement. Une blague courante dit que Singapour est a fine city, jouant sur le mot fine signifiant à la fois « agréable » et « amende » : en effet les amendes à Singapour sont nombreuses, par exemple pour la traversée en dehors des passages piétons. Beaucoup de personnes en dehors de Singapour virent la loi interdisant la gomme à mâcher comme excessivement agressive et même autocratique.
Les dirigeants de Singapour répondirent en disant qu'en tant qu'État souverain, Singapour a le droit de formuler ses règles en se basant sur ses valeurs politiques et culturelles propres. De plus, ces politiques auraient pour conséquence de meilleurs bénéfices pour le pays. Lorsqu'un journaliste de la BBC suggéra que des lois trop draconiennes réduiraient la créativité des citoyens, Lee Kuan Yew répliqua « Si vous ne pouvez pas penser parce que vous ne pouvez pas mâcher, essayez la banane ».
L'image qu'a Singapour d'une république rigide et sévère est propagée par les étrangers, cela malgré un grand effort gouvernemental pour redorer cette image. L'assouplissement de l'interdiction de la gomme à mâcher fait partie de cet effort.

### Révision de la loi

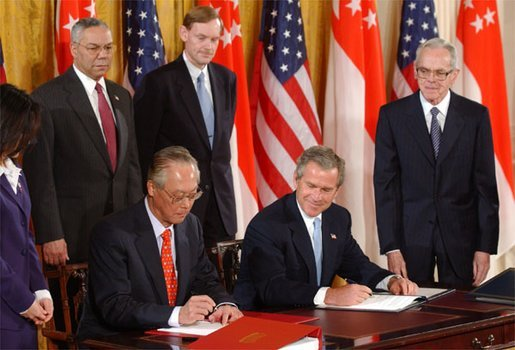
George W. Bush et Goh Chok Tong signent un accord de libre-échange à la Maison-Blanche le 6 mai 2003.

Le problème de la gomme à mâcher fut porté jusque dans les négociations internationales sur le commerce. En 1999, pendant une partie de golf nocturne, le président américain Bill Clinton et le premier ministre de Singapour Goh Chok Tong se mirent d'accord pour entamer des discussions entre les deux pays pour un accord de libre-échange bilatéral. Les négociations se poursuivirent avec la nouvelle administration du président George W. Bush. Les détails des négociations ne sont pas connus, mais l'on sait qu'au début de l'année 2003, il restait deux problèmes à résoudre : le conflit irakien et la gomme à mâcher.
Les représentants officiels des États-Unis demandèrent d'abord un soutien ouvert de Singapour à l'invasion de l'Irak, ce qui fut volontiers fait assez discrètement. Puis ils demandèrent une levée de l'interdiction de la gomme à mâcher. La Wm. Wrigley Jr. Company de Chicago engagea le membre du congrès et lobbyiste washingtonien Phil Crane, alors président d'un comité de la chambre des représentants sur le commerce, pour qu'il fasse mettre la question de la gomme à mâcher à l'agenda de l'accord de libre-échange.
Cela causa un grand dilemme pour les représentants singapouriens. Ils savaient que cet accord serait un stimulant pour l'économie de Singapour et ne voulaient pas prolonger les négociations uniquement pour le problème de la gomme à mâcher, mais céder facilement aurait eu des conséquences politiques.
Le gouvernement reconnut les bénéfices de certaines gommes pour la santé, par exemple celles enrichies en lactate de calcium pour renforcer l'émail dentaire. Les ventes de ces gommes médicinales furent autorisées, à condition que la vente soit faite par un dentiste ou un pharmacien qui doit relever le nom des acheteurs. Les professionnels de la santé ne furent pas ravis par cette nouvelle responsabilité.
L'accord de libre-échange fut rapidement signé, l'interdiction fut assouplie et les lobbys de la gomme à mâcher déclarèrent victoire. « Ils ont été tenaces, » aura dit Phil Crane à propos des négociations. Certains furent surpris de l'acharnement avec lequel Wrigley s'était battue, étant donné le faible marché potentiel de la gomme à mâcher à Singapour, mais l'entreprise répondit que cela en valait la peine. Wrigley, maintenant, souhaite qu'il se recrée un marché à Singapour, par l'emploi de panneaux publicitaires par exemple. Cependant ils doivent faire face à un obstacle supplémentaire : les publicités pour des produits à valeur médicale doivent obtenir l'approbation de la Health Sciences Authority (HSA).
L'accord de libre-échange permettra à Singapour, en dehors de cela, de ne pas payer de droits de douane sur ses 20 milliards de dollars (américains) d'exportations aux États-Unis, économisant ainsi quelque 150 millions de dollars (américains). Cela devrait faire augmenter le produit intérieur brut de Singapour de 0,5 %.

## Recherche sur des gommes biodégradables
Si la gomme à mâcher était constituée avec des matières biodégradables, le problème du nettoyage serait atténué. Des chercheurs à l'université de l'Illinois ont fait des expériences en remplaçant une partie des ingrédients de base de la gomme par de la zéine biodégradable (protéine du maïs).

## Dans les médias
- Bubble, Bubble, Toil and Trouble, film de Nicholas Carlton abordant l'interdiction[3].